# Metopocoilus picticornis
Metopocoilus picticornis là một loài bọ cánh cứng trong họ Cerambycidae.